# Crapartinella
Crapartinella es un género de terápsidos terocéfalos. Consta de una sola especie, Crapartinella croucheri, que fue descrita a partir de un ejemplar encontrado en la zona del Karoo de Sudáfrica en 1975. Crapartinella es el único teriodonto conocido que tiene dientes en el vómer, una característica primitiva entre los tetrápodos.